# 马格尼托哥尔斯克钢铁公司
马格尼托哥尔斯克钢铁联合企业 (俄语：Магнитогорский металлургический комбинат, Magnitogorskiy Metallurgicheskiy Kombinat), 缩写为“俄马钢”、 MMK，是俄罗斯四大钢铁公司之一。雇佣了当地四分之一的就业人口。承担了很多教育、卫生、文化等社会责任。 The local hockey team, Metallurg is also owned by MMK.

## 历史

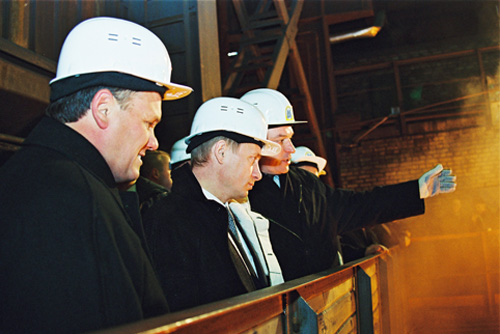
普京视察工厂，2000年

1752年就开始在乌拉尔的马格尼托哥尔斯克规模采矿。两位投资家Myasnikov与Tverdysh向政府提交提炼金属的权利申请。奥伦堡总督授权后，1759年正式开始采掘。18世纪前期，沙俄冶金业重心从图拉转向乌拉尔，使得俄国铁产量翻番。
1828年，一系列地质调查开始，以查明马格尼特山（意译“磁山”）的铁矿储量。19世纪后半叶，小镇人口超过1万人。年产3-5万吨粗铁。
1870年代，俄国冶金工业中心在乌克兰。1913年，乌克兰生产了75%的铁矿石，乌拉尔生产了21%的铁矿石。
1917年十月革命后，开始考虑大规模开发乌拉尔的铁矿资源。斯大林的第一个五年计划，决定在乌拉尔建成当时世界上最大的钢铁工业综合体。起初由国内设计，后来由美国的一家咨询公司Arthur G. McKee & Company规划与建设监理。配套建设了煤炭生产城市斯大林斯克，并在该地建设了一些冶金企业。1929年，马格尼托哥尔斯克钢铁联合企业破土动工。数万名理想主义者涌入成为建设主力。1932年第一座高炉炼出生铁。1933年开始产钢。
截止1941年2月1日，428,000人来到马格尼托哥尔斯克及其附近地区建设马钢及其配套企业与社会基础设施。
马钢对苏联赢得苏德战争的胜利发挥了重要作用。虽然马钢是生产民用普通钢，1941年6月22日战争爆发后立即开始了装甲钢的生产准备。1941年7月23日，三号平炉生产出第一炉装甲钢。同时为生产更多装甲钢采取应急措施：在初轧机上轧制板材。最终马钢提前两周完成了苏联政府的大规模转产装甲钢的任务。到1941年底，马钢也开始生产火箭弹、手榴弹等军火。与此同时，马钢仍在继续扩建，建成了当时苏联最大的五号与六号高炉。马钢的巨大生产能力使苏联经受住了顿巴斯、沃罗涅日、图拉等钢铁基地的沦陷或战争破坏。
战争第一年，有20万少年参加了工厂劳动。每天工作10-11小时，甚至连续10天住在厂里。募集了5700万卢布捐赠前线。其后又向前线捐款1.85亿卢布，组织了17个志愿步兵师或坦克军参战。
战争爆发后一个月，马格尼托哥尔斯克开设9家医院，第一列军用卫生列车抵达。到1941年12月31日，该地开设73家医院，接收24500名伤员。至1943年，共接受483列军用卫生列车，共计220,000名伤病员。马钢的工人因为工作超劳、食品不足而十分虚弱，但绝大多数人都为伤病员献血。
1992年，马钢改组为股份公司并私有化。1996年，产量跌至580万吨。
2007年在伦敦上市，粗钢产量1200万吨。70%出口。销售收入80亿美元，同比增长了28%， 运营收入20亿美元。
当前，生产400种钢，最长的车间的占地超过1英里。

## 影响
- 《时间，前进！（英语：Time, Forward!）》1965年苏联电影，反映了马钢建设时的一天。